# Aporodesmus spinatus
Aporodesmus spinatus är en mångfotingart som beskrevs av Carl Oscar von Porat 1894. Aporodesmus spinatus ingår i släktet Aporodesmus och familjen Cryptodesmidae. Inga underarter finns listade i Catalogue of Life.